# Pátria
Pátria ('vaderland' in het Portugees) is het volkslied van Oost-Timor. Het werd voor het eerst gespeeld op 28 november 1975, toen Oost-Timor zich onafhankelijk van Portugal verklaarde. Negen dagen later begon de Indonesische invasie. 
Het volkslied werd weer ingesteld op de onafhankelijkheid op 20 mei 2002.
De muziek is geschreven door Afonso de Araujo, de tekst door de dichter Francisco Borja da Costa, die vermoord werd op de dag van invasie.  
Het wordt alleen in het Portugees gezongen, want er is nog geen vertaling in Tetum, de nationale en co-officiële taal van het land.

## De tekst
| Portugees origineel | Nederlandse vertaling |
| Pátria, Pátria, Timor-Leste, nossa Nação. Glória ao povo e aos heróis da nossa libertação. Pátria, Pátria, Timor-Leste, nossa Nação. Glória ao povo e aos heróis da nossa libertação. Vencemos o colonialismo, gritamos: abaixo o imperialismo. Terra livre, povo livre, não, não, não à exploração. Avante unidos firmes e decididos. Na luta contra o imperialismo o inimigo dos povos, até à vitória final. Pelo caminho da revolução. | Vaderland, vaderland, vaderland, Oost-Timor onze natie. Ere aan het volk en de helden van onze bevrijding. Vaderland, vaderland, Oost-Timor onze natie. Ere aan het volk en de helden van onze bevrijding. Wij overwinnen het kolonialisme, wij roepen: Weg met het imperialisme. Vrij land, vrij volk, nee, nee, nee tegen uitbuiting. Vastberaden en samenhorig voorwaarts. In de strijd tegen het imperialisme de vijand aller volkeren, tot de laatste overwinning. Op het pad van de revolutie |